# 天照鵬真豪
天照鵬真豪，(2002年9月7日-）は，原名向中野真豪、日本三重縣伊勢市出身的現役大相撲力士，身高179.8cm、體重176.8kg。最高位置西十兩14枚目（2023年9月場所）。所屬相撲部屋是宮城野部屋。
喜歡吃海鮮系、興趣音楽鑑賞、外食。座右銘是「貫徹初志」。

## 來歴
向中野在小學三年級開始學習相撲，在三年級時得白鵬杯優勝、5年級和6年級兩次全日本小学生相撲大會優勝，小學畢業後入讀志摩市立磯部中學，1年後於10月轉校鳥取市立西中學、中三時得全国都道府県中學生相撲選手權大會與白鵬杯優勝。初中畢業後轉校鳥取城北高校。
高中畢業後，受橫綱白鵬翔勸誘加入專業相撲，2021年5月場所初次比賽。2022年1月場所得三段目優勝。9月場所因2019冠狀病毒休場初次負越。
2023年7月場所達到目前為止自己最高位置西幕下3枚目4勝3敗(連續三次勝越)。7月26日召開的番付編成會議通過晉昇十兩的決定、9月場所正式晉級十兩。他同時把四股名改成天照鵬，天照是出身地伊勢市伊勢神宮祭祀的天照大神，鵬是部屋四股名通用的鵬字。
他的十兩級別只維持三場所,之後降回幕下。